# Daniel-André Tande
Daniel-André Tande (Narvik, 24. siječnja 1994.) nekadašnji je norveški skijaš skakač. Godine 2018. bio je svjetski prvak u skijaškim letovima održanim u Oberstdorfu.

### Pobjede u Svjetskom kupu
| No. | Sezona    | Datum              | Mjesto                 | Skakaonica                  |
| --- | --------- | ------------------ | ---------------------- | --------------------------- |
| 1.  | 2015./16. | 22. studenog 2015. | Klingenthal            | Vogtland Arena HS 140       |
| 2.  | 2016./17. | 1. siječnja 2017.  | Garmisch-Partenkirchen | Große Olympiaschanze HS 140 |
| 3.  | 2016./17. | 4. siječnja 2017.  | Innsbruck              | Bergiselschanze HS 130      |
| 4.  | 2017./18. | 3. veljače 2018.   | Willingen              | Mühlenkopfschanze HS 145    |
| 5.  | 2017./18. | 11. ožujka 2018.   | Oslo                   | Holmenkollbakken HS 134     |
| 6.  | 2018./19. | 24. studenog 2019. | Wisła                  | Malinka HS 134              |
| 7.  | 2018./19. | 30. studenog 2019. | Kuusamo                | Rukatunturi HS 142          |
| 8.  | 2021./22. | 6. ožujka 2022.    | Oslo                   | Holmenkollbakken HS 134     |

## Vanjske poveznice
- Daniel-André Tande Međunarodni skijaški savez (eng.)